# Brazília emlősfajainak listája

## Oposszumok

### Valódi oposszumformák

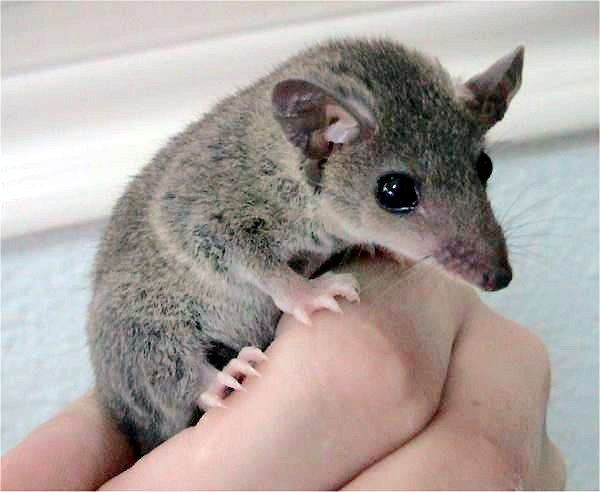
Házi kurtaoposszum (Monodelphis domestica)

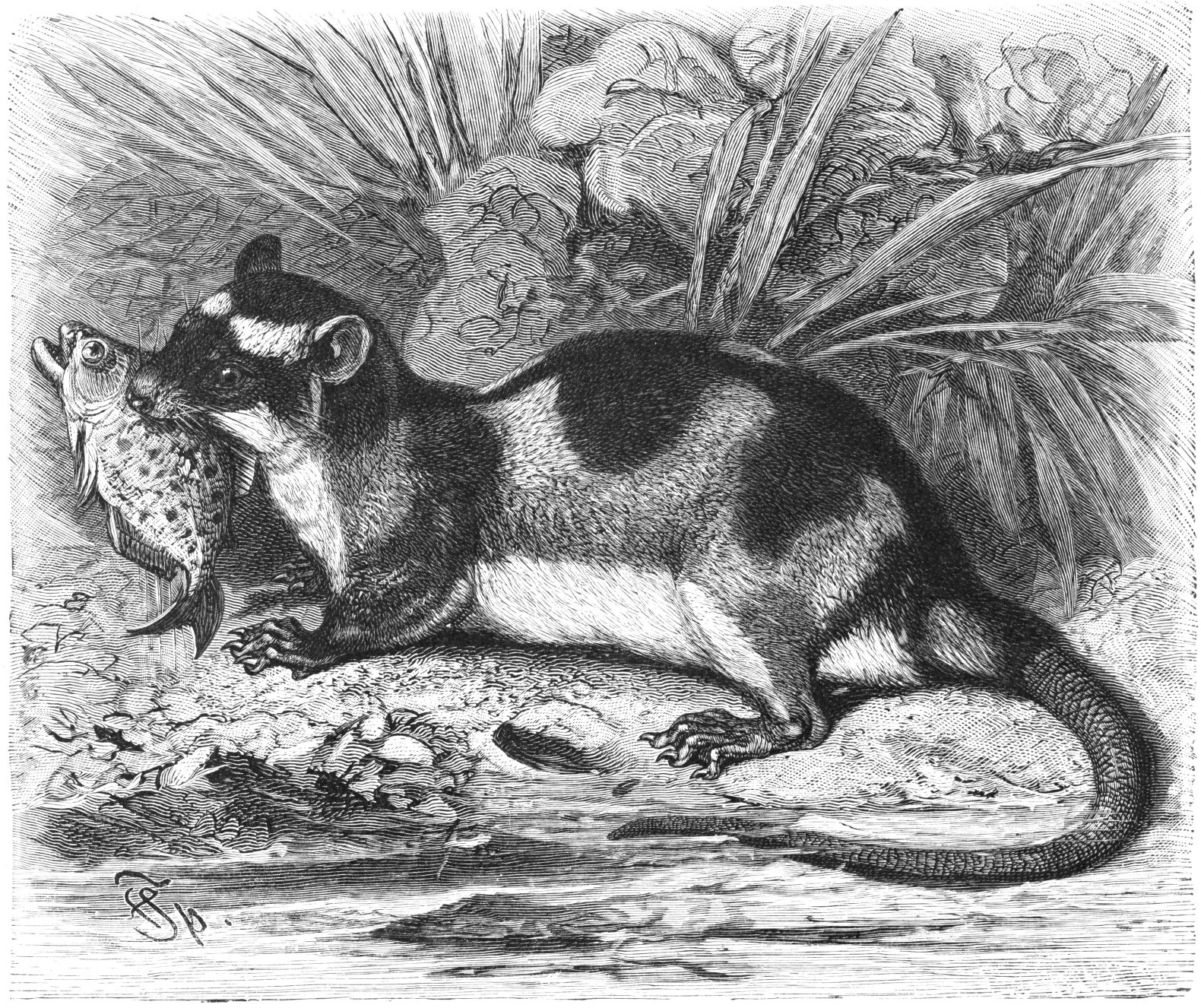
Rajz egy vízi oposszumról.

- Vörös gyapjasoposszum – Caluromys lanatus
- Caluromys philander
- Feketevállú gyapjasoposszum – Caluromysiops irrupta
- Gyapjasfarkú oposszum – Glironia venusta
- Yapok, más néven nagy vízioposszumok – Chironectes minimus
- Fehérhasú oposszum – Didelphis albiventris
- Aranyhátú oposszum – Didelphis aurita
- Guyanai oposszum – Didelphis imperfecta
- Lutreolina crassicaudata
- Philander andersoni
- Philander frenatus
- Gracilinanus emiliae
- Gracilinanus microtarsus
- Szürke rövidfarkú oposszum – Monodelphis domestica

## Vendégízületesek

### Kétujjú lajhárok
- Galléros lajhár – Bradypus torquatus
- Háromujjú lajhár – Bradypus tridactylus

## Főemlősök

### Karmosmajomformák
- Fehérfejű selyemmajom - Callithrix geoffroyi

### Emberfélék
- Ember - Homo sapiens

## Ragadozók

### Macskafélék

Jaguár (Panthera onca)

- Jaguár – Panthera onca

### Kutyafélék
- Sörényes farkas - Chrysocyon brachyurus